# Sarzedo (Minas Gerais)
Sarzedo é um município brasileiro do estado de Minas Gerais. Sua população recenseada em 2022 era de 36 844 habitantes. Localiza-se a 20º02'07" de latitude sul e 44º08'41" de longitude oeste, a uma altitude de 796 metros, situado às margens da rodovia MG-40 e de uma ferrovia, a Linha do Paraopeba da antiga Estrada de Ferro Central do Brasil,  entre os municípios de Ibirité e Mário Campos, tendo como limite ao norte o município de Betim, separados pelo Ribeirão Sarzedo, e ao sul  o município de Brumadinho, separados pela Serra Três Irmãos, extensão da Serra do Curral. Pertence à Região Metropolitana de Belo Horizonte.
Possui uma área de 62,1974 km² e cerca de 46 bairros.